# 泉井上神社

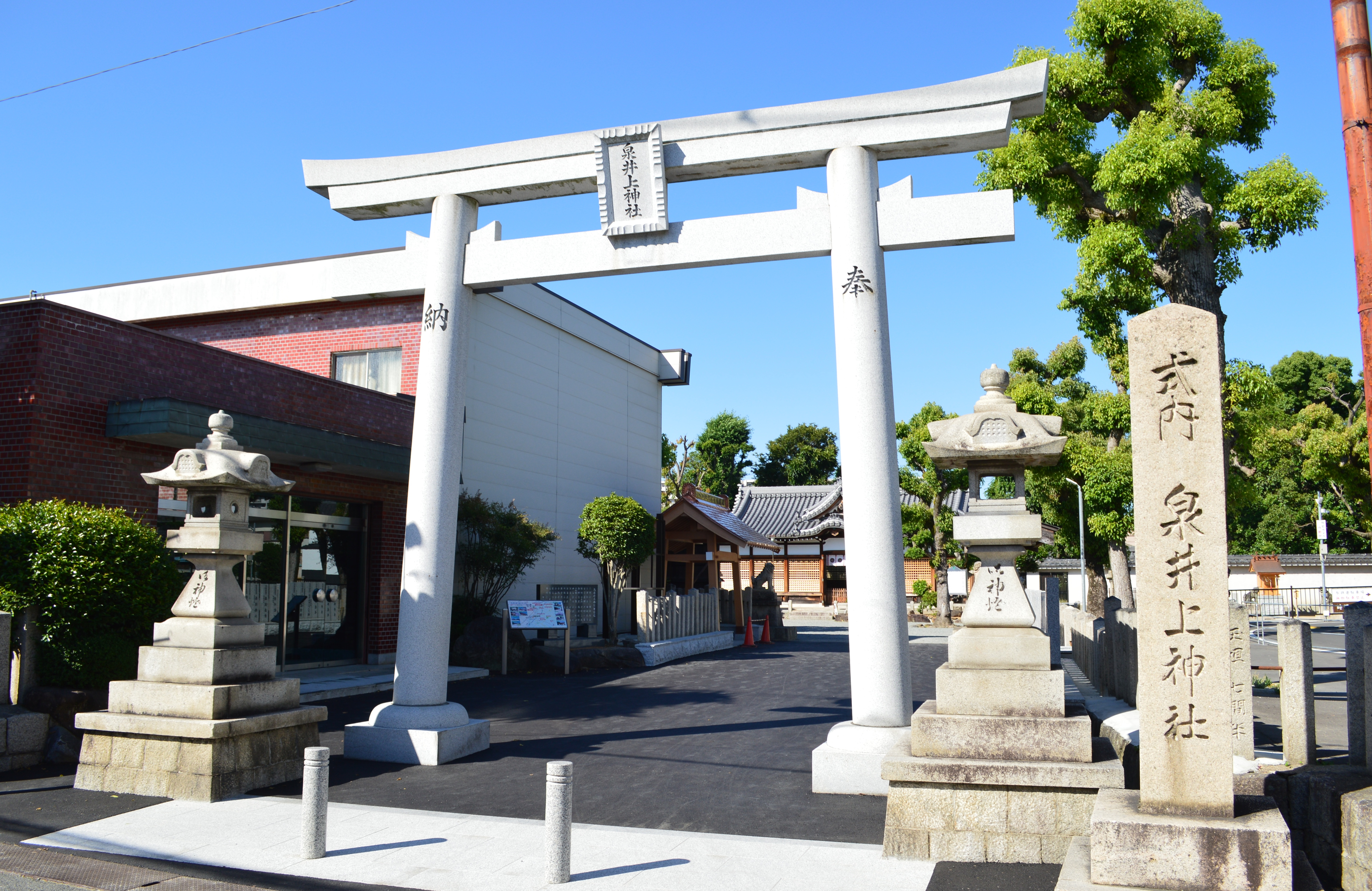
鳥居

泉井上神社（いずみいのうえじんじゃ）は、大阪府和泉市府中町にある神社。式内社で、旧社格は府社。境内には和泉国総社の和泉五社総社も鎮座する。

## 祭神
主祭神
- 和泉大明神（独化天神）
  - 天之御中主神（あめのみなかぬしのかみ）
  - 高産巣日神（たかみむすびのかみ）
  - 神産巣日神（かんむすびのかみ）

相殿神
- 神功皇后、仲哀天皇、応神天皇、従者四十五柱

## 歴史
詳しい創建年は不詳であるが、社伝によれば、神功皇后が仲哀天皇2年4月に当地を行啓した際に突如として泉が湧き出たため瑞祥として喜ばれ、この水を霊泉とし、宮を築いて祀ったとも、仲哀天皇9年に神功皇后が三韓征伐へ出発する途上、当地を行啓した際に突如として泉が湧き出たため、凱旋後に霊泉として社を築いて祀ったともいう。
本殿脇にあるこの霊泉は「和泉清水」と呼ばれ、和泉国の国名の起源とされる。
霊亀2年（716年）4月に河内国から分立して和泉国の前身となる和泉監が成立すると、後に当社を中心として和泉国の国府がこの地に置かれた。その際、国内にあった和泉国一宮・大鳥大社、二宮・泉穴師神社、三宮・聖神社）、四宮・積川神社、五宮・日根神社の祭神を勧請して和泉五社総社が当社の境内に建立されている。また、左大臣橘諸兄の子諸貞が当社に入ると、以後代々に渡って祭主職を継いでいる。
延長5年（927年）成立の『延喜式』神名帳に、「和泉郡 泉井上神社」と官幣小社として記載されている。
中世に入ると、当社と五社総社の区別が次第に希薄になり、同一視されるようになった。またこの時代から次第に八幡信仰が盛んになり放生会も行われるようになったという。そのため当社は井ノ八幡宮、井八幡社、井戸ノ森八幡宮とも呼ばれ、代々武士の崇敬が厚く、特に楠木正成、新田義貞、足利将軍家、織田信長、豊臣秀吉らは厚く崇敬したとされる。
その豊臣秀吉は大坂城在城の折には和泉清水から水を汲ませて茶の湯に用いていたといわれる。しかし、その一方で二千石あったという所領は天正13年（1585年）に秀吉により大幅に減ぜられている。
慶長10年（1605年）には豊臣秀頼が片桐且元を奉行として五社総社本殿（重要文化財）を再建しているが、この際に当社と五社総社との立場が変更され、当社は五社総社の摂社とされてしまった。
1870年（明治3年）に摂社・泉井上神社の社殿が焼失し、1873年（明治6年）には境内地の大半が上地されて境内が狭くなった。
1895年（明治28年）に摂社・泉井上神社の社殿が現在地に再建されている。1908年（明治41年）にようやく当社は本社に戻され、五社総社は摂社とされた。また、付近にあった式内社の和泉神社も当社の境内に移された。
1933年（昭和8年）には府社に列せられている。

## 境内
- 本殿 - 1895年（明治28年）再建。大社造。
- 幣殿
- 拝殿（割拝殿）
- 和泉清水（大阪府指定史跡） - 農業用水として周辺の農地を潤してきた泉であるが、現在水は枯れてしまっている。
- 社務所
- 石造板状塔婆（大阪府指定有形文化財） - 南北朝時代、正平3年（1348年）の造。もとは神社南方の和泉寺跡にあったものを1932年（昭和7年）頃に現在地に移したもの。大阪府下では数少ない板状塔婆。
- 信徒会館
- 祭具庫
- 境外地
  - お旅所 - かつての和泉国の国府の跡。

### 摂・末社
- 和泉五社総社
  - 本殿（重要文化財） - 祭神：天照大日霊貴尊（和泉国一宮・大鳥大社）、天忍穂耳尊（二宮・泉穴師神社）、天瓊瓊杵尊（三宮・聖神社）、彦火火出見尊（四宮・積川神社）、鸕鷀草葺不合尊（五宮・日根神社）、御諸別命、和泉国六二座。慶長10年（1605年）に豊臣秀頼が片桐且元を奉行として再建。三間社流造、檜皮葺。
  - 幣殿
  - 拝殿（割拝殿）
- 事代主神社
- 大国主神社
- 菅原市邊磐坂神社 - 祭神：市辺磐坂神、菅原道真
- 小竹神社 - 祭神：神功皇后
- 白鳥神社 - 祭神：天照大神、日本武尊
- 和泉神社 - 祭神：五瀬命、元正天皇、聖武天皇。式内社
- 春日神社 - 祭神：天照大神、天見屋根命
- 勝手神社 - 祭神：髪授大神（美容・理容の祖）
- 熊野神社 - 祭神：伊邪那美命
- 喜田稲荷神社

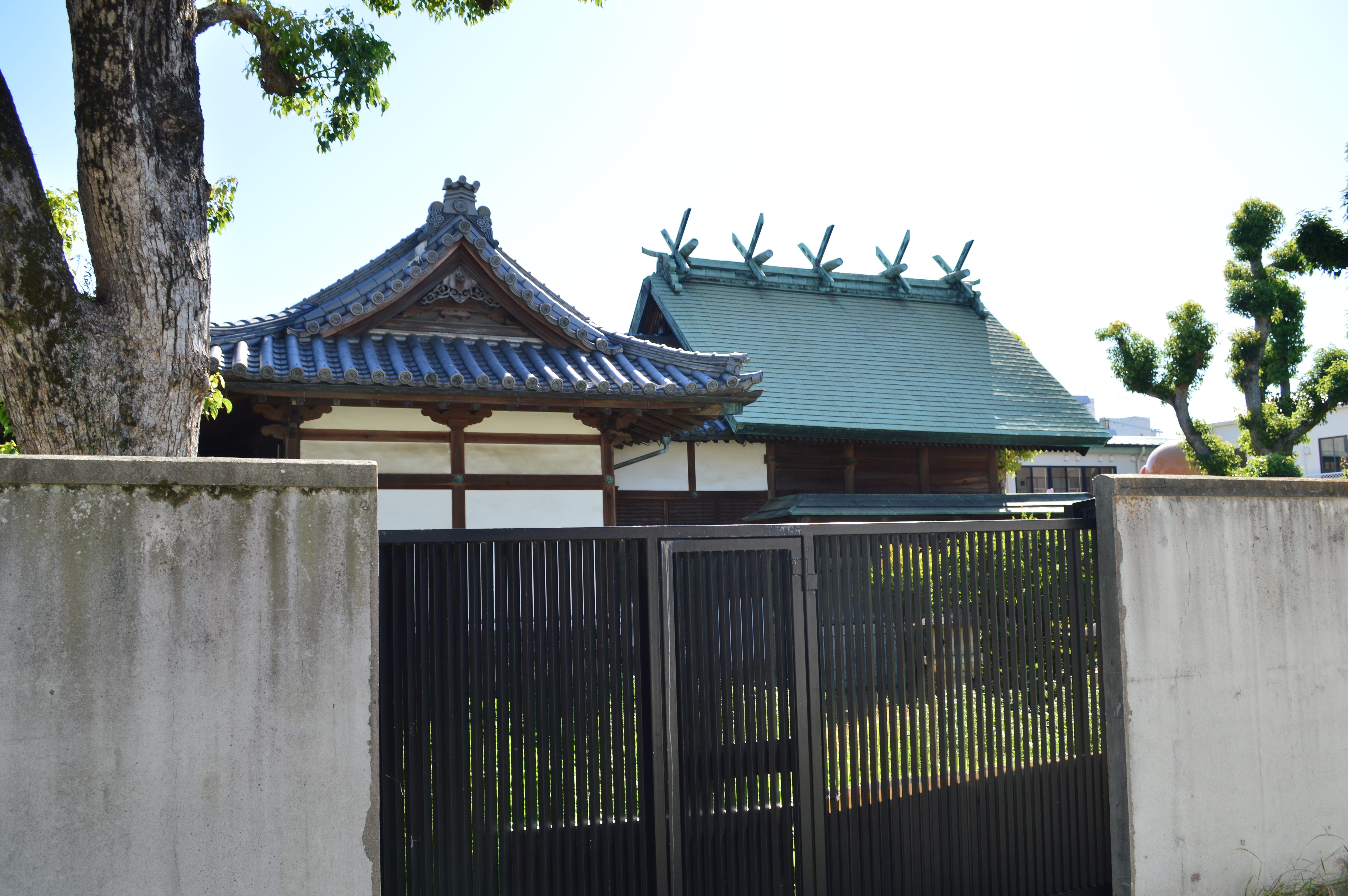
本殿
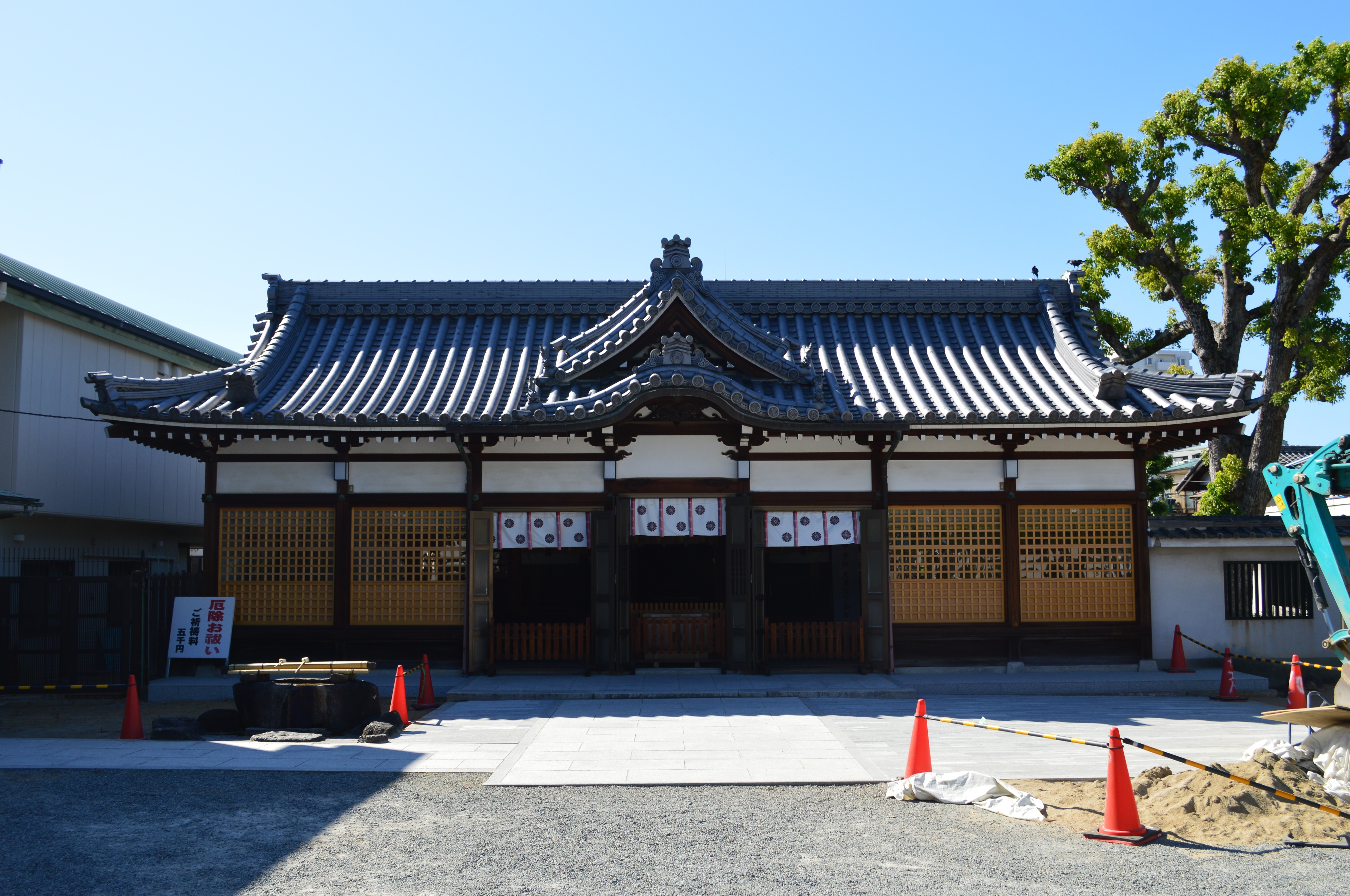
拝殿
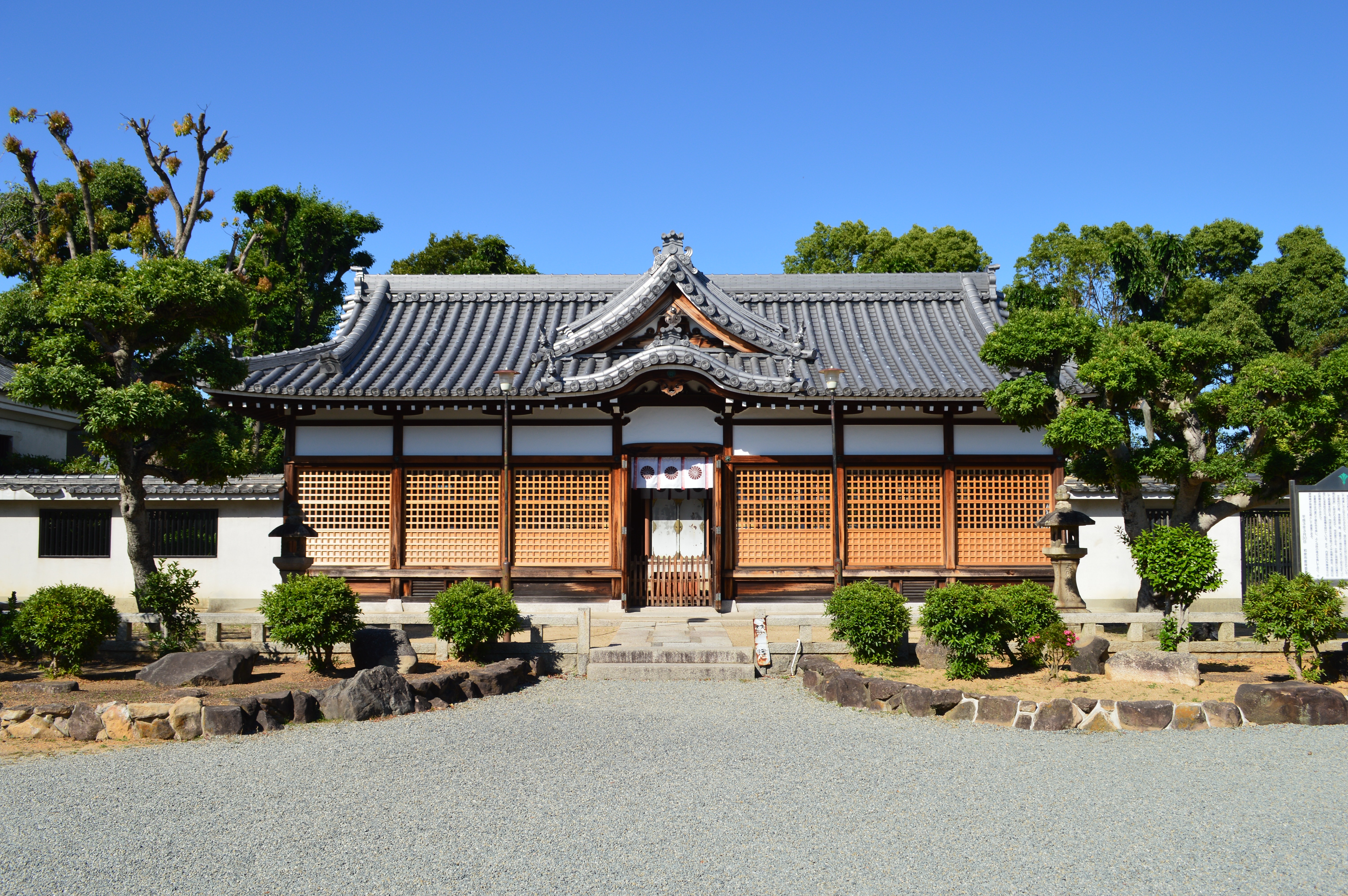
和泉五社総社拝殿
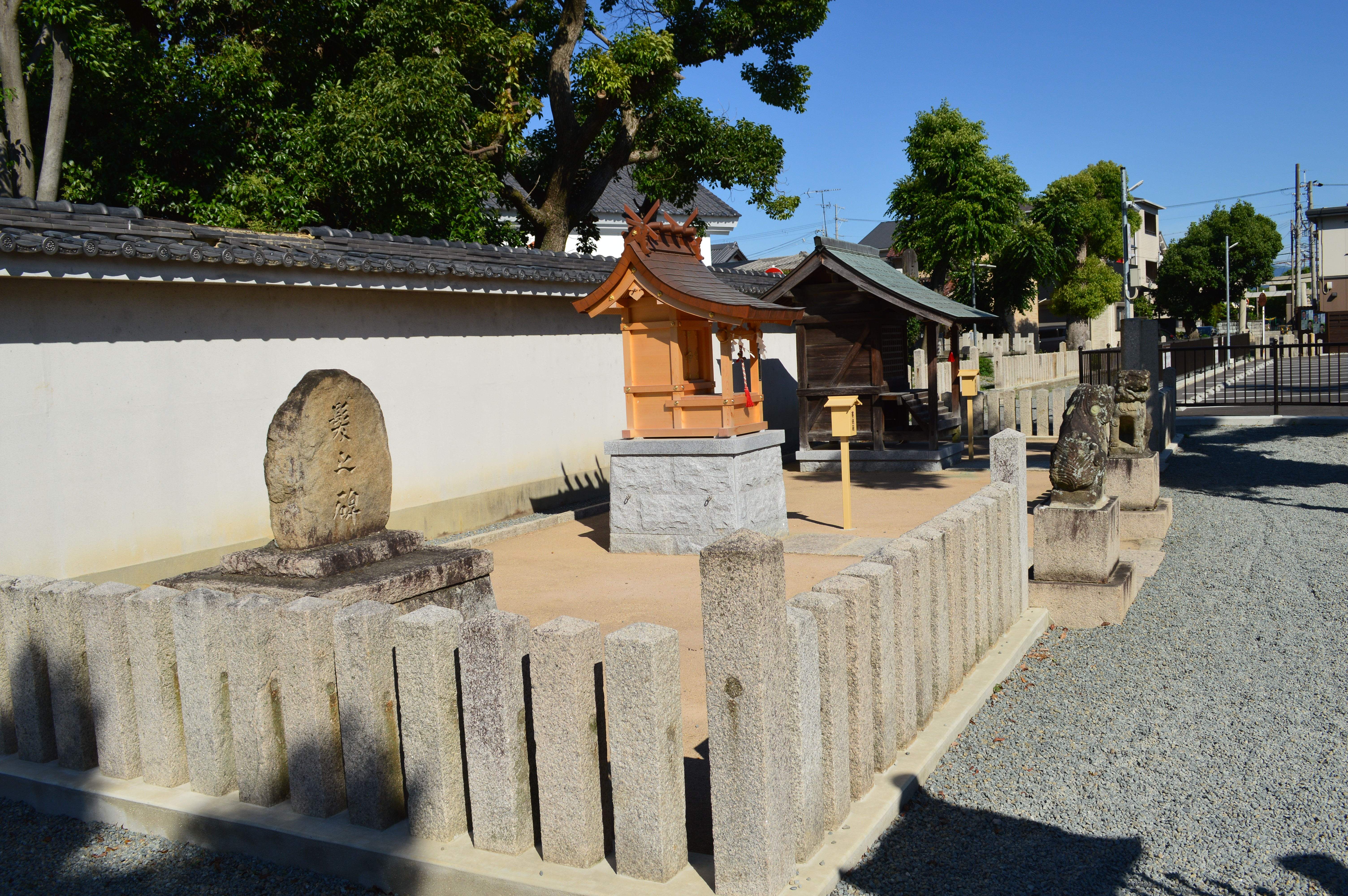
勝手神社、熊野神社（右）
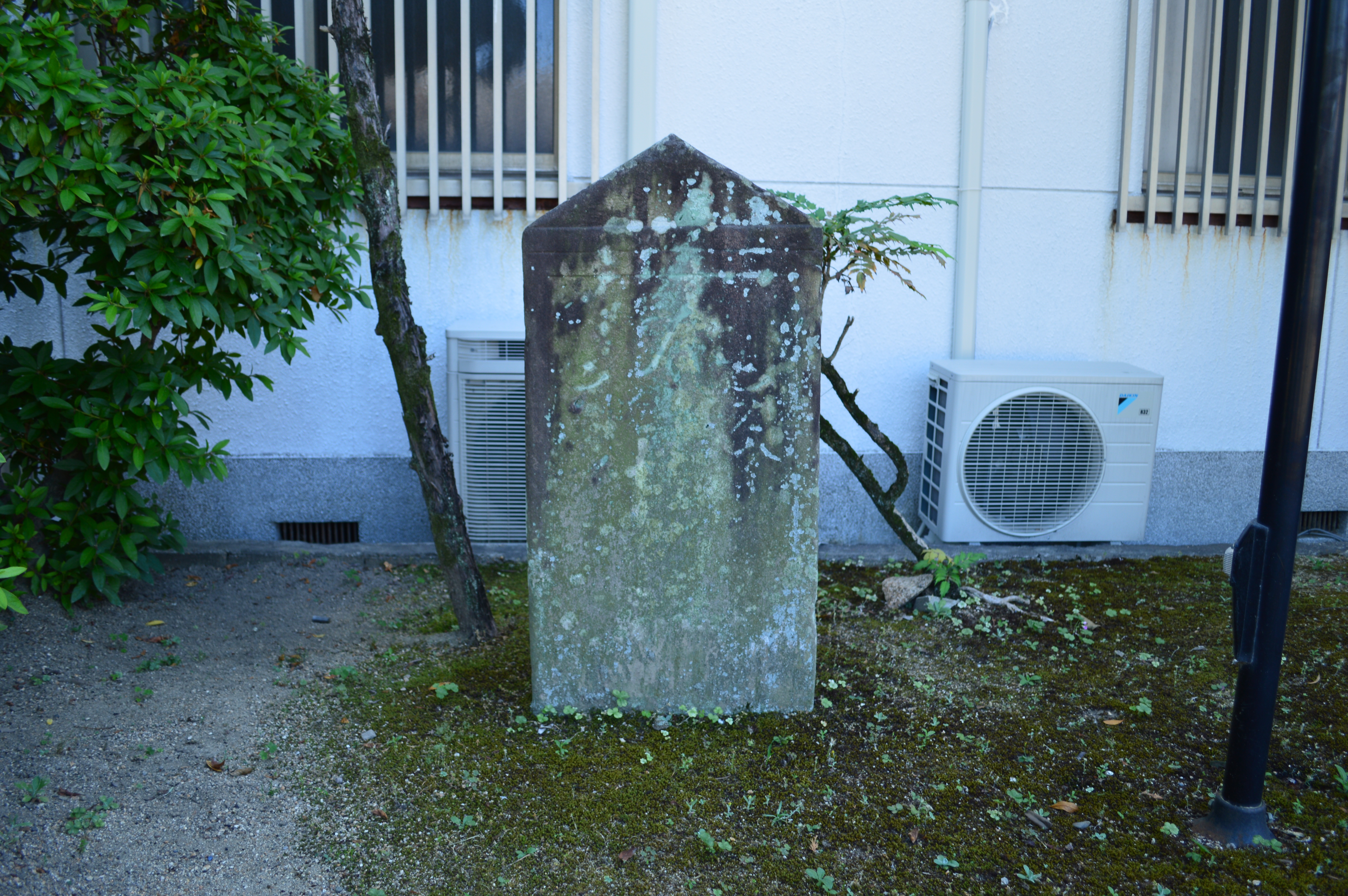
石造板状塔婆（大阪府指定有形文化財）

## 祭事
- 秋の例祭 10月4日、5日、6日 - 10月5日の例大祭（現在は体育の日の前日の日曜日）には、氏子である地元府中町5町のだんじり（地車）、馬場之町、東泉寺、小社之町、南之町、市辺町、和気町、小田町の7台のだんじりが宮入を行い大いに賑わう。泉井上神社のだんじり祭りの歴史は古く、「郷社現行特殊慣行神事」という書物によると、「天正十三年（1585年）神輿並びに地車六基が整列した」との記述があり、泉州地域におけるだんじりに関する記録の中では最古のものである。泉井上神社の祭の起源に関しては、西暦740年頃に和泉国で大飢饉が発生していたようであり、当時の聖武天皇より橘諸兄を召して、「和泉五社総社に米を奉納し、残りを民衆で分けなさい」という通達があり、これが後の飯之山神事に繋がる。過去には例大祭にはお旅所がある御館山への神輿渡御や、飯之山神事（泉穴師神社には残る）などが行われていたが、現在は途絶えている。

## 文化財

### 重要文化財
- 泉井上神社境内社和泉五社総社本殿 - 1924年（大正13年）4月15日指定[3][4]。

### 大阪府指定有形文化財
- 泉井上神社石造板状塔婆 - 1970年（昭和45年）2月20日指定[5][6]

### 大阪府指定史跡
- 和泉清水 - 1971年（昭和46年）3月31日指定[6]。

## 交通アクセス
- JR阪和線 和泉府中駅から徒歩5分

## 周辺
- 和泉國府廳趾碑 - 当社東方すぐの御館山公園内にある。
- 熊野街道（小栗街道）
- 井ノ口王子
- 和泉幼稚園 - 当社が1951年に開設した幼稚園。和泉市では初めての私立幼稚園[7]。